# コメーリオ
コメーリオ（伊: Comerio）は、イタリア共和国ロンバルディア州ヴァレーゼ県にある、人口約2,900人の基礎自治体（コムーネ）。

## 地理

### 位置・広がり

#### 隣接コムーネ
隣接するコムーネは以下の通り。
- バラッソ
- カステッロ・カビアーリオ
- クーヴィオ
- ガヴィラーテ

### 地震分類
イタリアの地震リスク階級 (it) では、4 に分類される
。

## 行政

### 分離集落
コメーリオには、以下の分離集落（フラツィオーネ）がある。
- Casa Muro, Villa Laughier, Vigne, Chignolo, Oroco, Picca, Quarte, Mattello, C.na Campi, Caddè, Cavernago, Grotta del Remeron, Grotta della Scondurava, Grotta del Motterello, Motterello, Punta Merigett